# Пам'ятник Роману Шухевичу (Едмонтон)
Пам'ятник Роману Шухевичу в Едмонтоні — скульптура, розташована в місті Едмонтон, провінція Альберта, Канада, біля Спілки української молоді «Народний дім», на честь українського націоналіста Романа Шухевича, головного командира Української повстанської армії (УПА). У Канаді пам'ятник вважається «суперечливим», був жертвою чисельних випадків вандалізму.

## Опис
Бронзове погруддя розташоване на приватній території біля Спілки української молоді в Едмонтоні. Його було частково профінансовано канадськими платниками податків.
Статуя була встановлена у 1973 році українськими ветеранами, які емігрували до Канади.

## Вандалізм
Встановлення пам'ятника викликало суперечки, оскільки Романа Шухевича багато хто (наприклад, Jacobin та Тадеуш Пйотровський) звинувачує в «колабораціонізмі» під час Другої світової війни.
Посольство Росії в Канаді виступило проти присутності статуї українського політика у жовтні 2018 року.
Друзі Центру Симона Візенталя, присвяченого вивченню Голокосту, закликали до демонтажу пам'ятника у 2021 році, заявивши, що пам'ятник і ще один місцевий монумент вшановують «нацистських колабораціоністів і військових злочинців». Єврейська група «Бнай Бріт» також закликала до демонтажу пам'ятника.
У 2019 році погруддя сплюндрували написом «Нацистська наволоч» (англ. Nazi scum). У 2021 році на скульптурі знову з'явилося графіті з написом «Справжній нацист» (англ. Actual Nazi), написаним червоною фарбою. Розмальованим був не лише бюст, а й гравіювання «Борцям за волю України»: вандали написали «Пам'ятник нацисту з 14-ї дивізії СС» (англ. Nazi Monument 14th Waffen SS). У відповідь на другий акт вандалізму Спілка української молоді виступила із заявою, в якій назвала звинувачення в тому, що українські націоналістичні борці під час Другої світової війни були нацистами, «фейковими новинами» та «комуністичною пропагандою».
У жовтні 2022 року журналісту та активісту Дункану Кінні висунули звинувачення у вандалізмі, пов'язаному з графіті.